# Parrya albida
Parrya albida là một loài thực vật có hoa trong họ Cải. Loài này được Popov mô tả khoa học đầu tiên.